# 커낼가 (뉴올리언스)

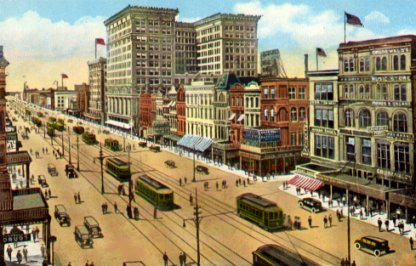

커낼 스트리트(영어: Canal Street, New Orleans, 프랑스어: rue du canal)는 뉴올리언스의 주요 도로이다. 도시의 가장 오래된 지역인 프렌치쿼터(French Quarter) 또는 비유 카레(Vieux Carré)의 상류 경계를 형성하는 이곳은 역사적으로 식민지 시대(18세기) 도시와 새로운 미국 구역인 오늘날의 중심 비즈니스 지구 사이를 나누는 경계선 역할을 했다.
1800년대 초반까지 비유 카레(Vieux Carré)에 살았던 사람들은 주로 크리올 사람들이었다. 루이지애나 매입(1803) 이후, 다른 문화가 미시시피 강을 통해 도시로 유입되기 시작했다. 켄터키와 중서부 출신의 많은 미국인들이 도시로 이주하여 업타운에 정착했다. 이 두 문화의 구분을 따라 운하가 계획되었다. 운하는 건설되지 않았지만 그 자리를 차지한 거리에 이름이 붙여졌다. 더욱이 거리의 중앙분리는 문화적 차이를 인정하면서 중립지대로 알려지게 되었다. 오늘날까지 뉴올리언스 거리의 모든 중앙분리대는 중립 지역으로 불린다.
커낼 스트리트의 한쪽 끝은 미시시피강에서 끝난다. 종종 "커낼 스트리트 기슭"이라고 불리는 강변의 커낼 스트리트 페리(Canal Street Ferry)는 뉴올리언스의 더 넓은 알제 구역 중 오래된 18세기 부분인 알제 포인트 인근으로 연결된다. 커낼 스트리트의 다른 종점은 묘지가 모여 있는 미드시티에 있다. 미드시티 끝에서 약간 벗어나면 레이크뷰 인근을 거쳐 폰차트레인 호수 기슭까지 확장되는 커낼 블러버드의 시작 부분이 있다. 전체 길이에 걸쳐 동쪽과 서쪽으로 이어지는 운하는 북쪽과 남쪽으로 이어지는 교차로의 구분선 역할을 한다. 뉴올리언스 레이아웃은 미시시피강을 따르지만 말이다.
이 거리에는 양방향으로 3개의 차선이 있으며, 중앙에는 한 쌍의 전차 선로가 있다. 커낼 스트리트의 시내 구간은 수많은 전차와 버스 노선 터미널이 있는 도시 대중교통 시스템(RTA)의 허브 역할을 한다. (참고로 이곳은 RTA가 운영하는 커낼 스트리트카 라인의 본거지이다.)
커낼 스트리트는 "미국에서 가장 넓은 메인 스트리트"로 불려왔다. 커낼 스트리트는 일반적으로 도시의 넓은 도로에 붙는 대로 또는 대로 제목 대신 거리라고 불리는 미국에서 가장 넓은 도로라고 종종 알려져 있다.

## 같이 보기
- 프렌치쿼터